# Argentinadraco
Argentinadraco barrealensis
Genre
Espèce
Argentinadraco (littéralement « dragon d’Argentine ») est un genre fossile de ptérosaure azhdarchoïde provenant de la Formation de Portezuelo (en), datant du Crétacé supérieur, en Argentine. Il ne contient qu’une seule espèce, Argentinadraco barrealensis, nommée en 2017 par Alexander Kellner et Jorge Calvo. Argentinadraco est inhabituel par sa mâchoire inférieure dont le bord inférieur est concave, ainsi que par la présence de deux crêtes et dépressions sur la surface supérieure. Ces caractéristiques le distinguent de tous les autres groupes azhdarchoïdes, rendant son attribution taxonomique complexe, bien qu’il puisse appartenir aux Chaoyangopteridae. Les crêtes présentes sur la mâchoire inférieure lui ont peut-être servi à se nourrir de petits invertébrés dans les sédiments meubles des lacs et rivières de son habitat.

## Découverte et dénomination

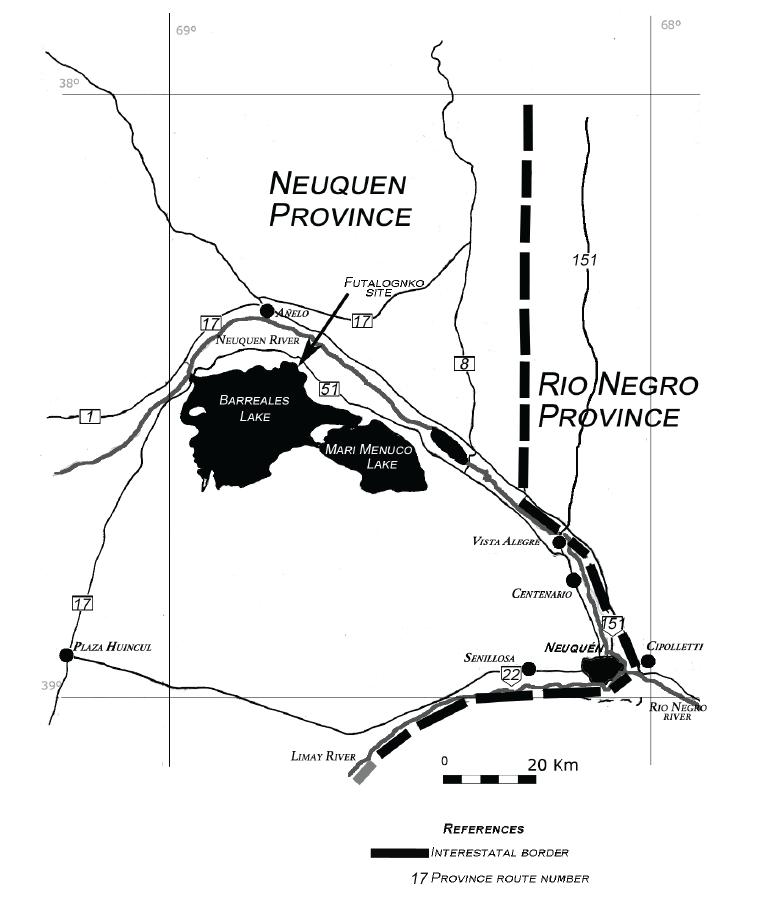
Carte montrant l'emplacement de la carrière de Futalognko.

Argentinadraco est connu à partir d’une unique mâchoire inférieure partielle, dont l’extrémité arrière est manquante. Le spécimen est également comprimé, surtout vers la pointe de la mâchoire. Catalogué sous le numéro MUCPv-1137 au Centro Paleontológico Lago Barreales (CePaLB) de l’Université nationale de Comahue (en), il a été découvert dans des couches de grès jaune et d’argilite rouge/verte au sein de la carrière de Futalognko, située sur la rive nord du Lac Barreales. Cette carrière se trouve à 90 km au nord-ouest de Neuquén, dans la Province de Neuquén, en Patagonie argentine. Les dépôts exposés sur le site appartiennent à la Formation de Portezuelo (en), qui fait partie du Groupe de Neuquén (en) dans le Bassin de Neuquén (en), et datent des étages Turonien ou Coniacien du Crétacé,.
Alexander Kellner, Jorge Calvo, Juan Porfiri et Domenica dos Santos ont brièvement décrit le spécimen dans un résumé présenté au Quatrième congrès latino-américain de paléontologie des vertébrés en 2011. Kellner et Calvo ont ensuite publié la description et le nom de l’espèce en 2017. Le nom de genre Argentinadraco est formé à partir d’« Argentine » et du suffixe latin -draco signifiant « dragon », tandis que le nom d’espèce barrealensis fait référence à la localité du Lac Barreales.

## Description

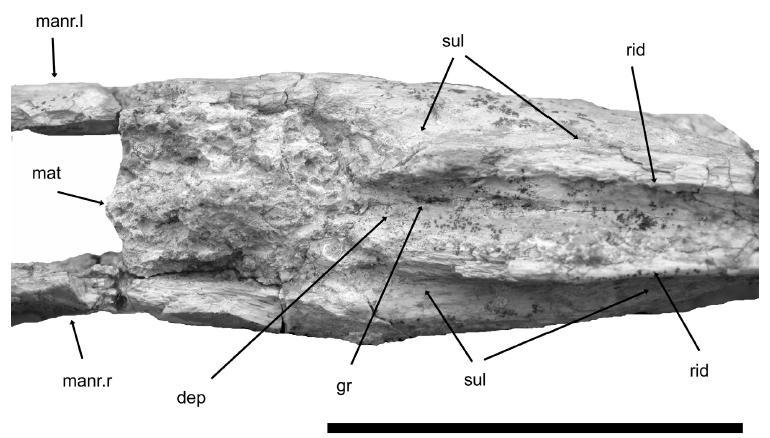
Vue rapprochée des crêtes et des dépressions à l'arrière de la mâchoire conservée.

La taille de Argentinadraco est difficile à estimer, mais le segment préservé de la mâchoire inférieure mesure 259 mm (10,2 pouces) de long. La symphyse de la mandibule (la portion fusionnée à l’avant de la mâchoire inférieure) était probablement longue, représentant environ 50 % de la longueur totale de la mâchoire durant la vie de l’animal. L’os cortical externe est mince, et les os de la mâchoire sont solidement fusionnés, ce qui caractérise Argentinadraco comme un ptérosaure relativement dérivé (spécialisé).
Alors que le bord supérieur de la mâchoire inférieure est droit, comme chez les membres des Azhdarchidae,, le bord inférieur de la symphyse est profond (44 mm, soit 1,7 pouce, de haut) à l’arrière mais devient plus mince vers l’avant, ce qui lui donne une forme nettement concave. Cela distingue Argentinadraco des autres membres des Azhdarchoidea. Le bord inférieur dans son ensemble est épais et émoussé. On observe aussi, fait inhabituel, une petite crête le long de la portion concave du bord inférieur, mais elle n’est pas aussi développée que celles qu’on trouve chez les Tapejaridae.
La surface supérieure de la symphyse est bordée par des marges latérales émoussées (contrairement aux marges tranchantes de Thalassodromeus,), séparées par une dépression étroite. Cette dépression devient une plate-forme concave à l’arrière de la mâchoire, et elle est de façon inhabituelle flanquée d’une paire de crêtes bien développées, situées en retrait par rapport aux véritables marges extérieures. Les crêtes sont séparées des marges par des dépressions étroites. La plupart des autres ptérosaures édentés présentent une surface simplement aplanie ou concave. Il y a également une fosse peu profonde à l’arrière de la symphyse, causée par sa terminaison en deux segments, comme chez Caupedactylus et Quetzalcoatlus,,.

## Classification
Bien qu’étant édenté — ce qui place clairement Argentinadraco dans les Dsungaripteroidea au sens de Kellner, plus précisément au sein des Azhdarchoidea —, sa classification précise dans ce groupe reste difficile à établir. Les mâchoires inférieures des Thalassodrominae, Chaoyangopteridae et Azhdarchidae tendent à être soit très similaires, soit radicalement différentes au sein même de chaque groupe. Les proportions, du moins de la partie avant de la mâchoire inférieure de Argentinadraco, rappellent celles de l’azhdarchidé Zhejiangopterus, ainsi que des chaoyangoptéridés Chaoyangopterus et Shenzhoupterus.
Argentinadraco présente toutefois des différences avec les trois groupes. Sa mâchoire est plus robuste et plus courte que celles de Quetzalcoatlus et d’autres azhdarchidés. L’arrière profond de la mâchoire ainsi que les crêtes émoussées sur sa surface supérieure l’éloignent également des thalassodromines et des chaoyangoptéridés. Bien que le thalassodromine Tupuxuara possède une crête sur le bord inférieur de la mâchoire, il ne présente pas la dépression peu profonde visible sur la surface supérieure. Kellner et Calvo ont attribué prudemment Argentinadraco aux Azhdarchidae, principalement en raison de sa provenance géographique. Il pourrait cependant représenter un groupe entièrement nouveau, bien qu’il soit difficile de le vérifier.
Néanmoins, Argentinadraco peut être exclu avec certitude des Pteranodontidae, Nyctosauridae et Tapejarinae, les autres groupes de ptérosaures édentés dsungariptéroïdes. L’arrière de la symphyse chez Argentinadraco est profond, comme chez les ptéranodontidés, mais son point le plus profond est situé plus en avant ; la plate-forme de la symphyse est également inclinée vers le bas, au lieu d’être arquée comme chez les ptéranodontidés, et la terminaison en deux segments n’est pas observée chez ces derniers. Les nyctosauridés présentent une plate-forme supplémentaire sur la symphyse et le bord supérieur de la mâchoire inférieure se courbe vers le haut. Enfin, Argentinadraco ne possède pas de mâchoire inférieure recourbée vers le bas, ni de bord supérieur en escalier, ni de crête profonde, autant de caractéristiques des tapejarinés,,,, et sa mâchoire est aussi nettement moins robuste.
Une étude décrivant Javelinadactylus (aujourd’hui Wellnhopterus) avait trouvé Argentinadraco comme un thalassodromine étroitement apparenté. Cette étude a cependant été rétractée par la suite. À l’inverse, une autre étude portant sur Aerotitan a identifié Argentinadraco comme un chaoyangoptéridé, proche de Xericeps.

## Paléobiologie

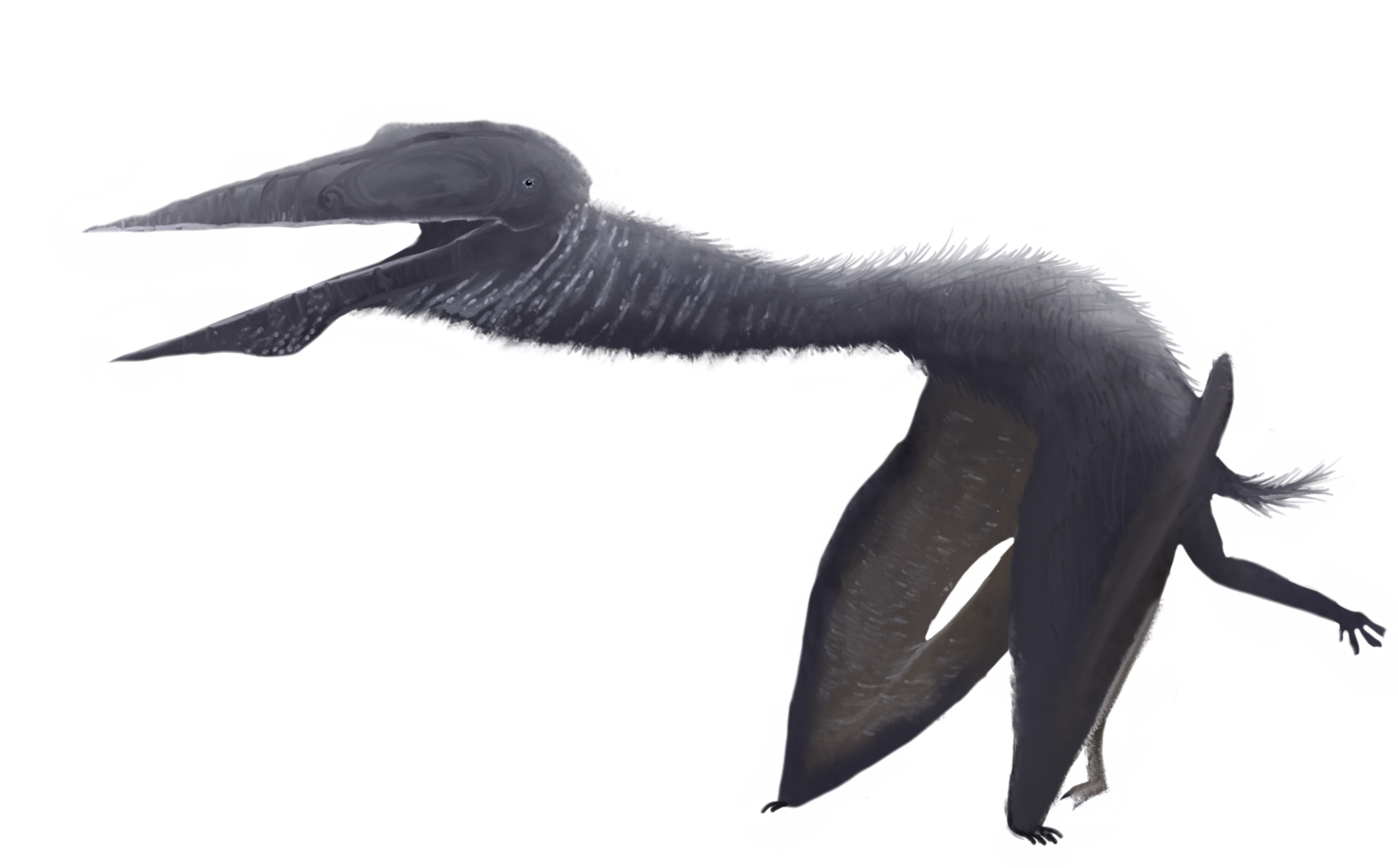
Reconstruction de Argentinadraco.

L’association inhabituelle de crêtes et de dépressions sur la surface supérieure de la mâchoire inférieure chez Argentinadraco suggère que cette dernière s’emboîtait d’une certaine manière avec la mâchoire supérieure. Par ailleurs, comme cela a été déduit pour Pteranodon, la profondeur de l’arrière de la symphyse suggère qu’il possédait une morsure puissante. Kellner et Calvo ont avancé l’hypothèse spéculative selon laquelle Argentinadraco utilisait sa mâchoire particulière pour fouiller les sédiments meubles des rivières ou lacs de son environnement, se nourrissant potentiellement de petits invertébrés tels que des crustacés. Ce mode de vie leur paraissait cohérent avec les habitudes alimentaires terrestres des azhdarchidés.

## Paléoécologie
Une grande diversité d’animaux a été retrouvée dans la carrière de Futalognko, qui représente un dépôt continental. Ce dépôt s’est formé dans un environnement humide et correspond à un système de rivières sinueuses. Argentinadraco aurait probablement été conservé après avoir été piégé sur une barre de méandre par un faible courant. Les ptérosaures sont rares dans la carrière de Futalognko, mais certains restes (dont un cubitus) ont précédemment été attribués aux Azhdarchidae,. Les dinosaures retrouvés incluent les théropodes Megaraptor et Unenlagia (auxquels s’ajoutent des dents de dromaeosauridés et de carcharodontosauridés), le sauropode Futalognkosaurus, ainsi que des ornithopodes iguanodontiens indéterminés,.
On y a également découvert un crocodylomorphe proche de Comahuesuchus, ainsi que des dents attribuées aux Peirosauridae. Des tortues appartenant au groupe des Pelomedusoidea y ont aussi été retrouvées. Les poissons comprennent un petit représentant des Euteleostei, deux représentants des Clupeomorpha, et un membre des Semionotidae, connu par ses écailles. Des bivalves d’eau douce ont également été découverts à Futalognko. Enfin, les fossiles végétaux sont dominés par les angiospermes, en particulier les dicotylédones, mais des feuilles et organes reproducteurs de gymnospermes, dont des conifères, ont aussi été identifiés,,.